# Carita
Pour les articles homonymes, voir Carita (homonymie).
Carita est une marque de produits et soins cosmétiques créée par les sœurs Maria et Rosy Carita en 1946, et propriété de la société L'Oréal depuis 2014.

## Historique
Maria (née le 22 août 1911 à Toulouse et décédée le 6 septembre 1978 à Paris 8e) et Rosy (née en 1914 à Es Bòrdes en Espagne et décédée le 20 juin 1983) Carita exercent la coiffure à Toulouse dans les années 1920, gagnant un prix en 1936 puis montent à Paris en 1943 et débutent chez Gervais, grand coiffeur de l’époque.
Elles créent leur premier salon de coiffure parisien en 1945 au 83 rue du Faubourg-Saint-Honoré. Deux ans plus tard, le salon s'installe au 5 de la même voie.
Maria et Rosy Carita sont alors les premières femmes coiffeuses sur la place de Paris. En s'associant avec le coiffeur Alexandre, elles coiffent les stars de l'époque (Mistinguett, Joséphine Baker, Jean Seberg et sa coupe garçonne très stricte dans À bout de souffle, Mireille Matthieu…).
Elles emménagent au 11 rue du Faubourg-Saint-Honoré à Paris en 1951 et créent en 1956 une école d’esthétique au 14 de la même voie.
En 1957, les sœurs Carita relancent la mode des perruques, présentées par les mannequins Givenchy pour la collection de printemps.
Dix ans plus tard, en 1967, c'est l'ouverture de Carita Monsieur.
En 1968, l'adresse du 11 rue du Faubourg-Saint-Honoré à Paris est transformée en Maison de beauté avec l’apparition du premier spa parisien et un étage complet consacré aux soins esthétiques.
Elles ont des coiffeurs comme partenaires exclusifs dans quelques salons urbains d'autres régions que l'Île-de-France, comme par exemple le salon de coiffure pour dames « Françoise (Raoult) » sur Rennes jusqu'en 1985, où Madame Raoult vend son salon de la rue rennaise de la Monnaie.
À la disparition de Maria en 1978, leur neveu Christophe Carita (né en 1946 - décédé en 1991) rejoint l'entreprise et devient directeur artistique. Il travaille sur les looks coiffure et maquillage trois mois avant les collections de haute couture. 
En 1986, le groupe japonais Shiseido rachète Carita afin de développer la marque au niveau d'une marque de luxe internationale.
Le salon de coiffure se transforme en 1988 en salon de beauté, et est présent dans les grandes villes françaises avec une gamme de produits de luxe.
En 2011, Carita présente son premier défilé coiffure au 11 rue du Faubourg-Saint-Honoré à Paris.
Après avoir informé le 17 octobre 2013 être en négociations exclusives avec Shiseido, L'Oréal annonce le rachat de Carita le 20 février 2014.
Les sœurs Carita reposent toutes deux au cimetière du Père-Lachaise, dans la 1re division.
En décembre 2015 Carita International est fusionné avec les Laboratoires Decleor. Cette société fusionnant le même jour avec l'Oreal.

## Produits phares
- 1956 :
  - Fluide de Beauté 14
  - Rénovateur
- 1960 : Progressif (ligne de soins visage)
- 1976 : masque biologique au sein de la ligne Progressif
- 1999 : extension des gammes Progressif
- 2002 : Crème parfaite